# I cani (Willie Peyote)
I cani è un singolo del rapper italiano Willie Peyote, pubblicato il 19 marzo 2017 come primo estratto dal terzo album in studio Sindrome di Tôret.

## Video musicale
Il video, diretto da Stefano Carena, è stato pubblicato il 2 maggio 2017 attraverso il canale YouTube del rapper e mostra principalmente quest'ultimo cantare il brano sopra una cuccia che richiama quella del personaggio Snoopy del fumetto Peanuts.

## Tracce
Testi di Willie Peyote, musiche di Kavah.
1. I cani – 3:42

## Formazione
Musicisti
- Willie Peyote – voce
- Dario Panza – batteria
- Luca Romeo – basso
- Marco Rosito – chitarra
- Massimo Romiano – organo
- Paolo De Angelo Parpaglione – sassofono
- Stefano Piri Colosimo – tromba
- Enrico Allavena – trombone

Produzione
- Kavah – produzione
- Frank Sativa – arrangiamento, direzione artistica, produzione
- Maurizio Borgna – registrazione, missaggio
- Peppe Petrelli – coproduzione, produzione aggiuntiva fiati
- Ezra – registrazione parte dei fiati
- Simone Squillario – mastering